# Pyrgulopsis arizonae
Pyrgulopsis arizonae är en snäckart som först beskrevs av Taylor 1987.  Pyrgulopsis arizonae ingår i släktet Pyrgulopsis och familjen tusensnäckor. Inga underarter finns listade i Catalogue of Life.